# Stefan Jaracz
Stefan Jaracz (24 tháng 12 năm 1883 - 11 tháng 8 năm 1945) là diễn viên và nhà sản xuất sân khấu người Ba Lan. Ông từng là giám đốc nghệ thuật của Nhà hát Ateneum ở Warsaw trong thời kỳ giữa các cuộc chiến tranh (1930–1932), và chỉ trong một thời gian ngắn đã nâng cao danh tiếng của nó như một trong những tiếng nói hàng đầu cho giới trí thức mới của Ba Lan, với các tác phẩm đột phá như: Cái chết của Danton's của Georg Büchner (1931), The Captain of Köpenick của Carl Zuckmayer (1932), cũng như những bộ phim nổi tiếng Ladies and Husars (Damy i Huzary) của Aleksander Fredro (1932) và The Open House của Michał Bałucki.

## Đời sống

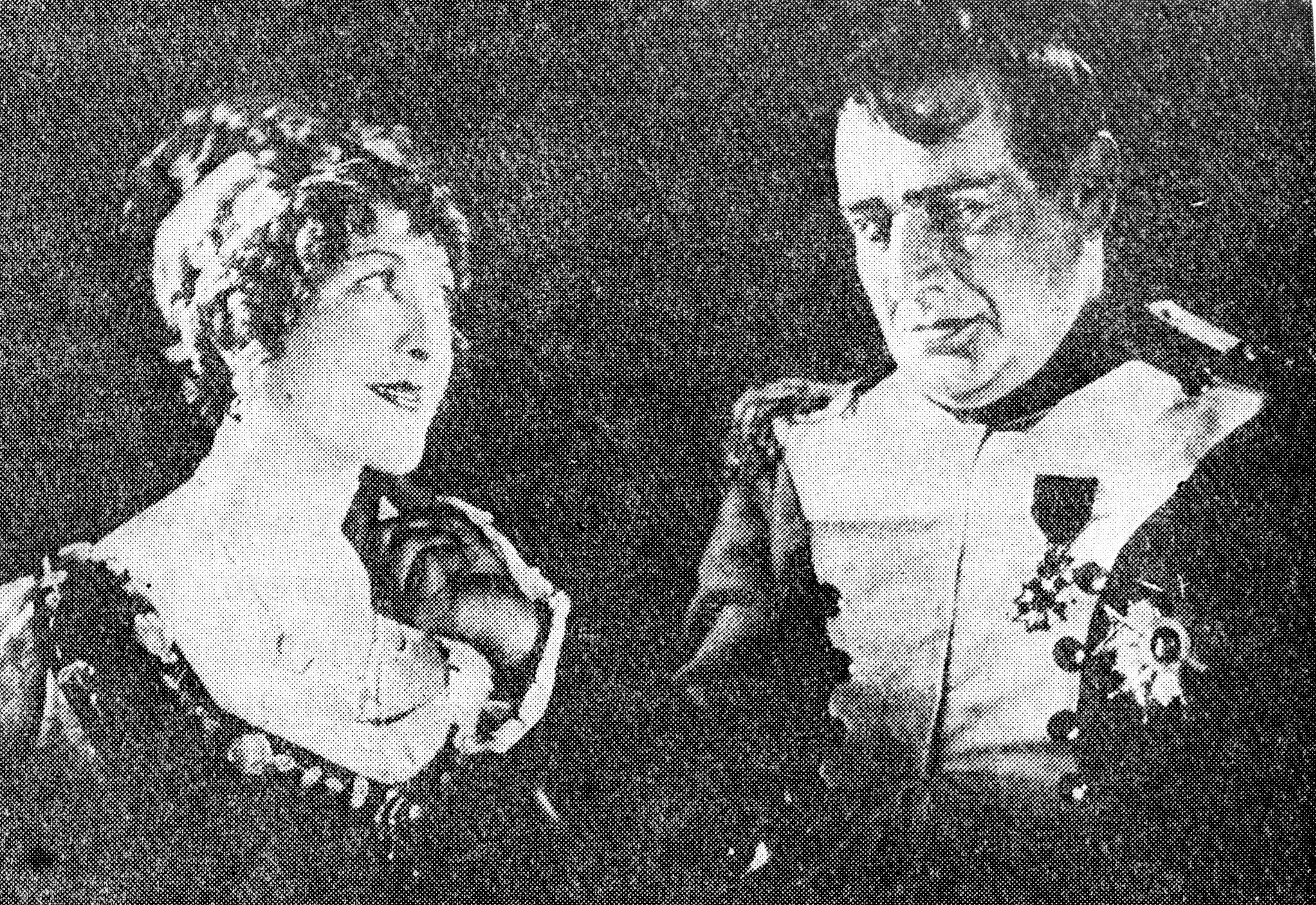
Mira Zimińska và Stefan Jaracz năm 1935

Jaracz sinh ra ở Stare Żukowice, gần Tarnów trong thời kỳ Ba Lan chia cắt. Ông học luật, lịch sử nghệ thuật và văn học tại Đại học Jagiellonian ở Kraków, nhưng đã từ bỏ việc học để tham gia sân khấu. Ông chuyển đến Poznań cho một hợp đồng khác, nơi ông được đầu quân cho quân đội Áo vào năm 1907. Một năm sau, ông định cư ở Łódź, nơi ông biểu diễn cho đến năm 1911. Ông chuyển đến Warsaw trong Khu vực Nga và làm việc tại Teatr Mały và Teatr Polski (1913). Ông được người Nga cử đến Mátxcơva (1915). Khi trở về Ba Lan có chủ quyền vào năm 1918, ông bắt tay vào một sự nghiệp đầy năng lượng trong nhà hát quốc gia và thử nghiệm mới nổi, với các buổi biểu diễn của khách mời tại hơn 90 thành phố và thị trấn cho đến năm 1928. Năm 1930, ông tiếp quản Ateneum của Warsaw. Ông đã quản lý nó cho đến khi Đức Quốc xã-Liên Xô xâm lược Ba Lan, chia sẻ trách nhiệm với Leon Schiller trong giai đoạn 1932–33.
Trong Thế chiến II, ông bị bắt và bị giam tại trại tập trung Auschwitz. Jaracz được thả sau nhiều lần can thiệp vào ngày 15 tháng 5 năm 1941. Ông qua đời tại Otwock, gần Warsaw năm 1945 do sức khỏe yếu. Nhà hát Stefan Jaracz ở Łódź, Ba Lan được đặt theo tên ông, và Nhà hát Ateneum ở Warsaw kể từ năm 1951.

## Kỹ thuật diễn xuất

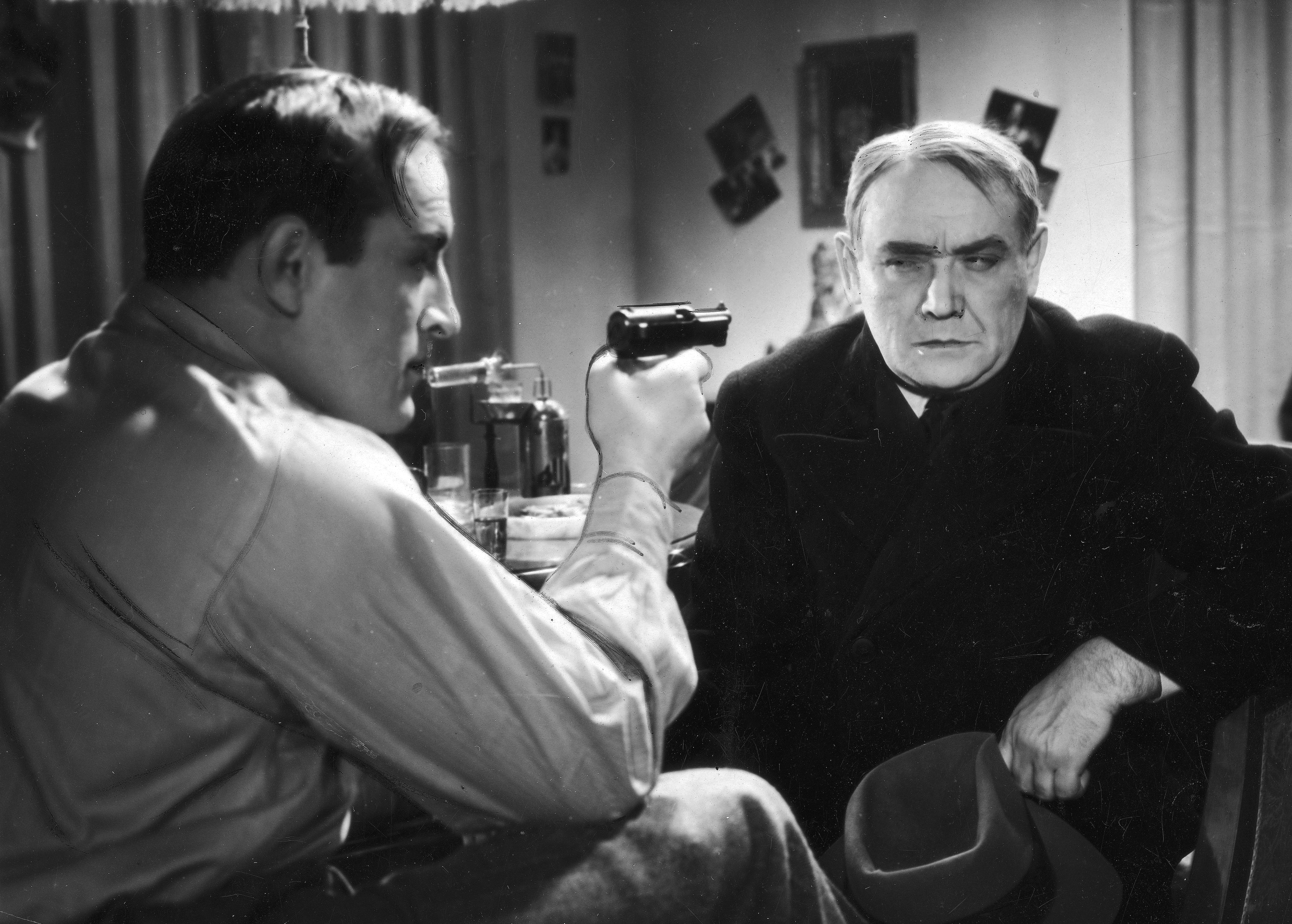
Tadeusz Olsza (trái) và Stefan Jaracz đóng vai Konstanty Kurczek trong bộ phim năm 1936 Jego wielka miłość (Tình yêu vĩ đại của anh ấy)

Jaracz được trời phú cho một dáng người nặng nề, góc cạnh và một giọng nói khàn nhưng rất gợi cảm. Ông nổi tiếng là nam diễn viên hoàn hảo nhất trong những vai diễn về người thiệt thòi và tủi nhục. Với diễn xuất tinh tế và không bị ảnh hưởng, ông đã có thể tạo ra những nhân vật mang tính nhân văn sâu sắc, cảm động và giản dị. Jaracz được coi là người mang đến cho rạp hát một cảm giác dễ chịu, thêm phần chân thực cho các vai diễn của ông. Đôi khi ông diễn một cách thẳng thừng, mặc dù theo thời gian, diễn xuất của ông ấy trở nên tách rời hơn và đôi khi sẽ lộ ra một chút châm chọc. Tuy nhiên, ông được coi là một diễn viên đồng cảm, tôn trọng và bảo vệ các nhân vật chính của mình cũng như người truyền tải nỗi đau khổ của họ.

## Phim
- Wykolejeni (1913) - Bankier

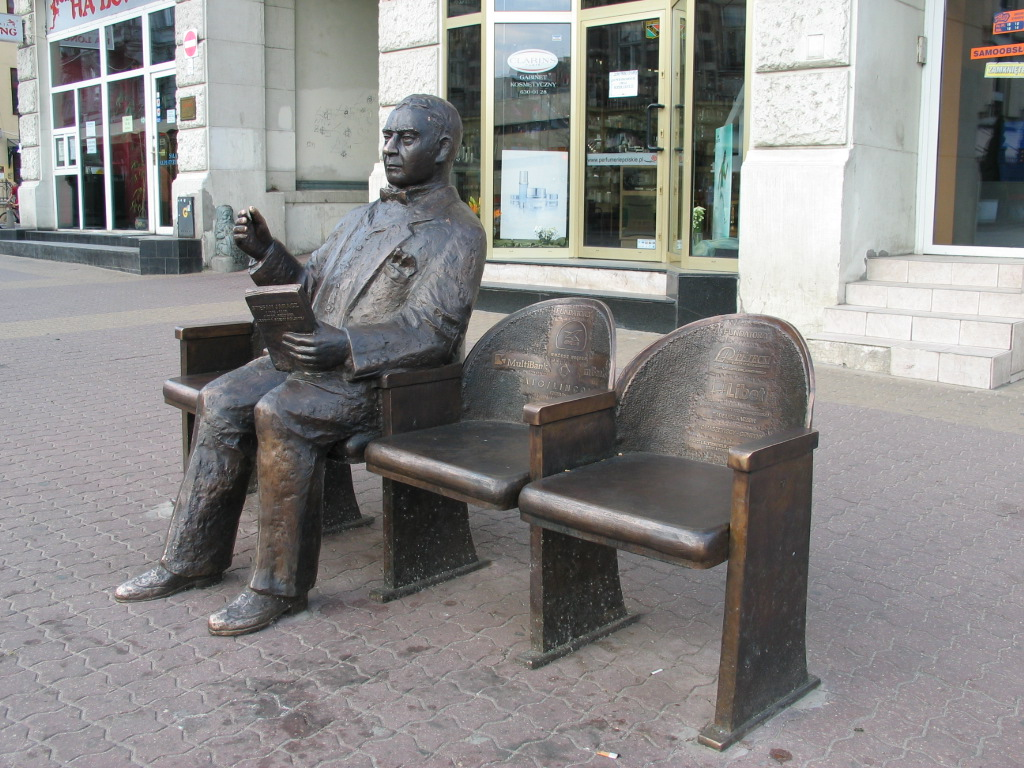
Tượng Stefan Jaracz ở Łódź, Ba Lan

- Obrona Częstochowy (1913) - Michal Wolodyjowski
- Countess Walewska (1914) - Napoleon Bonaparte
- Cud nad Wisla (1921) - Jan Rudy
- Za winy brata (1921) - Karol Gromski
- Niewolnica milosci (1923)
- Skrzydlaty zwyciezca (1924)
- The Unspeakable (1924) - rada Wolski
- Milosc za zycie. Symfonia ludzkosci (1924)
- Iwonka (1925) - Gabriel's Friend
- Pan Tadeusz (1928) - Napoleon Bonaparte
- Przedwiosnie (1928) - Seweryn Baryka
- Ponad snieg (1929) - Joachim
- Uroda zycia (1930) - Rozlucki, Piotr's father
- Bezimienni bohaterowie (1932)
- Księżna Łowicka (1932) - Grand Duke Constantine Pawlowicz
- Biala trucizna (1932) - Jan Kanski
- Przebudzenie (1934) - Drunk
- Młody Las (1934) - Professor Kiernicki
- Milosc maturzystki (1935) - Drunk
- Pan Twardowski (1936) - Master Maciej, Alchemist
- Jego wielka milosc (1936) - Konstanty Kruczek
- Róża (1936) - Oset (final film role)